# Sergei Postrekhin
Sergei Postrekhin (em ucraniano:  Сергій Альбертович Пострєхін, Kherson, 1 de novembro de 1957) é um velocista ucraniano na modalidade de canoagem.

## Carreira
Foi vencedor da medalha de Ouro em C-1 500 metros e da medalha de Prata em C-1 1000 metros em Moscovo 1980.